# Michał (Woskriesienski)
Michał, imię świeckie Michaił Dmitriewicz Woskriesienski (ur. 15 grudnia?/27 grudnia 1897 w Nikołajewce, zm. 21 października 1976) – rosyjski biskup prawosławny.

## Życiorys
Urodził się w rodzinie kapłana prawosławnego, w której mężczyźni tradycyjnie wstępowali do stanu duchownego. Ukończył seminarium duchowne w Smoleńsku (jego ojciec był jego rektorem). W latach 1915–1916 studiował na wydziale historyczno-filologicznym uniwersytetu w Piotrogrodzie. Następnie został zmobilizowany i do grudnia 1917 walczył w I wojnie światowej w armii rosyjskiej. Od czerwca 1919 do września 1922 był żołnierzem Armii Czerwonej. W 1923 przeszedł do służby cywilnej. Pracował początkowo w Azji Środkowej, zaś od 1926 – w Moskwie. Walczył w II wojnie światowej, był oficerem Armii Czerwonej.
24 listopada 1946 biskup możajski Makary (Dajew) wyświęcił go na kapłana. Służył w różnych cerkwiach w Moskwie. 21 listopada 1953 złożył wieczyste śluby mnisze. 1 grudnia tego samego roku w cerkwi refektarzowej Ławry Troicko-Siergijewskiej miała miejsce jego chirotonia na biskupa czkałowskiego i buzułuckiego. Jako konsekratorzy w ceremonii udział wzięli patriarcha moskiewski i całej Rusi Aleksy I, metropolita kruticki i kołomieński Mikołaj, arcybiskup odeski i chersoński Nikon oraz biskup kostromski i halicki Jan. Od grudnia 1957 tytuł hierarchy brzmiał biskup orenburski i buzułucki. 23 listopada 1960 objął zarząd eparchii kazańskiej i marijskiej; w 1963 został arcybiskupem. 7 października 1967 przeniesiony na katedrę ufijską i stierlitamacką, jednak jeszcze w tym samym miesiącu ponownie wyznaczono go na biskupa kazańskiego. Pełniąc swoje obowiązki w eparchii kazańskiej, arcybiskup Michał szczególnie dbał o cerkwie eparchialne, ich wygląd i wyposażenie; sam żył w ubóstwie. W 1975 na własną prośbę odszedł w stan spoczynku. Zmarł 21 października 1976.